# 化成街道
化成街道，是中华人民共和国江西省宜春市袁州区下辖的一个乡镇级行政单位。

## 行政区划
化成街道下辖以下地区：
化成社区、新建社区、新苑社区、江轴社区、化成岩社区和袁河社区。